# 神戸国際ギャング
『神戸国際ギャング』（こうべこくさいギャング）は、1975年10月14日に公開された日本映画。
ヤクザ・菅谷政雄の経歴をモチーフにした「実録もの」の一作。高倉健にとって東映専属俳優として最後の出演作品であり、高倉と菅原文太が共演した最後の映画作品でもある。

## ストーリー
1947年（昭和22年）の神戸・三宮界隈。団、大滝ら若者たちは愚連隊を組み、生き抜くために進駐軍から盗んだ物資の横流しで生計を立てていた。三宮では、焼け跡の闇市のショバ代をめぐり、華僑系ギャング「九龍同盟」と在日韓国・朝鮮人系ギャング「三国人連盟」が激しく対立していた。九龍同盟と取引があった関係で用心棒となっていた団たちは、三国人連盟と対立状態となる。
抗争の激化のすえ、連盟のボス・朴を倒すことを決意した団たちは、鈴蘭台の朴の別荘に乗り込み、朴を射殺。その際に大滝が、たまたま配達のために居合わせた酒屋の男まで射殺してしまう。この事件をきっかけに、グループは団・テル・中尾・ノウガキ・ポチ・マキ・五郎の派閥と大滝・タモツ・勝らの派閥に分裂する。
ある日、団は朴殺害の容疑で逮捕された。団は罪をひとりで引き受けて加古川刑務所に服役するが、彼を追って服役してきたポチの報告で、大滝が自分を警察に売ったことを知って復讐を決意し、ともに脱獄する。それはポチの義憤による方便で、実際にはタモツの独断であった。事情を知った大滝は驚くが、意地から団グループとの抗争を受け入れた。
団らは、進駐軍のMPの一部による、日本の富裕層から接収した宝石の横流し計画に大滝グループが一枚噛んでいることをつかみ、アジトを急襲する。双方が撃ち合う中、ギャングの一網打尽を狙った進駐軍と警察がアジトを包囲し、一斉射撃を加える。三つ巴の撃ち合いの果てにたったひとり生き残ったマキは、宝石箱に手榴弾を山のように積み、そのうちの1個のピンを引き抜いた。

## キャスト
- 団正人：高倉健
- 田島マキ：真木洋子
- 坂口美佐子：磯野洋子
- 前原保：和田浩治
- ハッピー（大滝の情婦）：泉ピン子
- 中尾豊：夏八木勲
- ポチ：石橋蓮司
- 西村刑事：戸浦六宏
- ポチの恋人：奈三恭子
- 洪哲文（楊の子分）：今井健二
- 楊徳元：大滝秀治

- 谷川五郎：伊藤敏孝
- 初江：中島葵
- 谷川千代（五郎の母）：菅井きん
- 里子（団の情婦）：絵沢萠子
- 警察署長：河合絃司
- 石工：岩田直二
- 米兵：ユセフ・オスマン
- リチャード大尉：マイク・ダニーン
- 小岩勝（大滝の舎弟）：皆川明男
- 陳：古川清孝
- 安：矢野忠秀
- 胴元：楠本健二
- 朴の子分：原田君事
- ホステス：舞砂里
- 朴の女：白川みどり
- 坂口ふさ（美佐子の母）：東竜子
- 白人兵：西田良
- 医者：大木晤郎
- 周：高並功
- 大滝の舎弟：青木卓司
- 徐：奈辺悟
- 李根植：五城影二
- 大滝の舎弟：幸英二、司裕介
- 木村（酒屋）：野口貴史
- 懲役囚：秋山勝俊
- 記者：鳥巣哲生
- 楊の手下：松本泰郎
- パンスケ：堀めぐみ
- 楊の手下：友金敏雄
- 病囚：笹木俊志
- 大滝の舎弟、復員兵（二役）：池田謙治
- 古着屋：蓑和田良太
- 看守、刑事（二役）：波多野博
- 楊の手下：寺内文夫、森谷譲
- 朴の手下：片桐竜次、山下義明、小峰一男、鳥居敏彦
- 少年：田中憲明

- 丸山照夫：田中邦衛
- ノウガキ：ガッツ石松（世界ライト級チャンピオン）
- 朴林成：丹波哲郎
- 大滝健三：菅原文太

## スタッフ
- 監督：田中登
- 企画：俊藤浩滋、三村敬三、橋本慶一
- 脚本：松本功、山本英明
- 撮影：赤塚滋
- 照明：増田悦章
- 録音：溝口正義
- 音楽：青山八郎
- 美術：井川徳道
- 編集：市田勇
- 助監督：皆川隆之
- 装置：稲田源兵衛
- 装飾：西田忠男
- 記録：梅津泰子
- 美粧：池内豊
- 結髪：朋田多美枝
- 背景：宮内省吾
- スチール：木村武司
- 演技事務：上田義一
- 衣裳：森譲
- 擬斗：上野隆三
- 進行主任：真沢洋士

## 製作

### 企画
主人公・団のモデルとなった菅谷政雄は、東映のプロデューサー・俊藤浩滋の幼なじみであった。菅谷は出所したら、その足で映画を観に行くほどの映画好き。プロデューサーになった俊藤から勧められた映画は、何を置いても道頓堀の映画館に駆け付けていたという。菅谷が「オレ、映画を一本つくりたいんのやがなあ」と顔を輝かせ、俊藤に『笠の台』というタイトルのヤクザの話を提案した。
本作は「実録路線」がファンに飽きられてきたため、東映がそれに代わる企画を模索中に製作された1本である。『読売新聞』夕刊1975年9月26日付けの記事で、俊藤は「型破りな"仁きょう映画"をめざす」「全く新しいパターンの作品を狙った」などと話しており、製作時の文献に本作を「実録映画」と紹介した記事は見つからない。最初の企画書に書かれたタイトルは『ギャング』だった。東映も本作は「実録映画」ではなく「ギャング映画」と告知した。岡田茂東映社長は1975年8月27日にあった東映1975年下半期のアウトライン発表で、正式に本作の製作発表を行い、「落ちるとこまで落ちたが、あとは浮上あるのみ。私が陣頭指揮を執る」と話し、この年の春から指示していたヤング路線を止め、再び暴力路線を復活させると宣言した。「実録」を銘打たれたものの、脚本家・松本功によれば「後半はほとんどウソっぱちの話になってしまった」。
製作費2億5000万円。宣伝費を除く純製作費約4億円。

### 監督選定
俊藤浩滋プロデューサーは、岡田茂東映社長が推進する「実録路線」と衝突し、手掛けた映画も不振続きで、1974年の正月映画『ゴルゴ13』以降干されて、東映参与からこの年2月に岡田に一介の契約プロデューサーに降格させられ第一線を退いていた。俊藤が陣頭指揮を執るのは2年ぶりのこと。俊藤としては背水の陣で取り組む大作で、再起を賭けたものとなり、「新しいアクション映画にしたい」と、田中登の招聘を岡田に訴えた。俊藤としても子飼いの監督を差し置き、外部から監督を招聘するのは大きな冒険で、『㊙色情めす市場』『実録阿部定』など、日活ロマンポルノの田中作品を「すごい切れ味」と惚れ込んでの招聘だった。岡田もこれに賛同した。岡田は東映東京撮影所の所長時代に、鶴田浩二と高倉健を押し立てて「ギャング路線」を敷いたことがあり、ギャング映画が好きだったとされ、その後も時折、ギャング映画を作っていた。田中監督は「指名されて嬉しい。命懸けで撮ります」と決意を述べた。田中にとって、他社作品かつ一般映画として最初の作品である。東映から誘われたことを日活撮影所所長・吉川斌に伝えると「君をしばらくホスが、あちらで頑張ってくれ」と言った。日活ロマンポルノは700万円ぐらいの予算。田中は2000万円以上の製作費の映画を撮ったことはなく、本作はそれらより10倍以上の製作費を投じる大作となる。日活はロマンポルノ体制に移行して以降も、月給の遅配が続き、田中も助監督時代の月給7万5000円を監督昇格後も据え置かれていた。田中は現場の昼休みに配られる豪華なロケ弁に目を見張り、ひそかに東京の自宅に送った。また俊藤や高倉、菅原も現場でファンに貰うプレゼントを田中に渡した。

### キャスティング&撮影
俊藤としても捲土重来を期す作品で、ヒロインを新人選考会で選ぼうとしたが、期待した女性が集まらず、何とか女優引退した娘・藤純子を担ぎ出そうとし、藤の女優としてカムバックなるかが注目された。藤は人を介して脚本も渡され、何も自分からは言って来ない父の置かれた状況も分かるだけに悩んだが、結局、梨園の妻が"女ギャング"ではマズいと判断し、「8月は歌舞伎が夏休みで菊五郎が家にいるため、とても無理」等と断った。藤の代役は真木洋子になり、真木のキャスティングの決定はクランクイン3日前だった。真木は「1972年のNHK朝のテレビ小説 『藍より青く』でお茶の間のアイドルになった」と一生言われ続けた人だが、「東映のヤクザ映画に出たくて出たくて」という希望が叶い東映初出演。真木は菅原の大ファンで、菅原も真木のファン。『実録飛車角 狼どもの仁義』の相手役を真っ先にオファーしたほどで、スケジュールが合わず、ようやく両思いでの共演となった。しかし濡れ場は文太が真木をレイプする設定で、スタッフも固唾を呑む凄絶な撮影となった。本作の濡れ場はほぼ全部レイプ。
主人公と行動をともにする若者を演じたガッツ石松は、当時現役のプロボクサーで、公開時は世界ボクシング評議会（WBC）ライト級チャンピオンの座にあった。ガッツの現役時の映画出演作は本作が3作目。ガッツは「健さんのためなら死んでもいい」という程の高倉健の大ファンで、高倉との初顔合わせでは、汗ダラダラで一言も喋れずだった。
泉ピン子は、この年『テレビ三面記事 ウィークエンダー』（日本テレビ）の番組リポーターでの熱艶が買われ、東映からオファーを受け、本作出演を切っ掛けに女優業に進出した。菅原文太との濡れ場の撮影は、1975年9月3日東映京都撮影所（以下、東映京都）。対する菅原も『トラック野郎・御意見無用』を大当たりさせた直後で、テレビと映画で、当代人気随一、乗りに乗っているスターの共艶となった。二人の濡れ場の撮影は台本なしで、「真珠なんぼほど入れたんや?」「四つや」などの二人の掛け合いはその場でのアドリブ。しかし泉ピン子は、服を着たまま、胸も露出せず、88cmとされるボインの披露はなかった。泉ピン子は、高倉健の大ファンだった。
語り草になったのが本作での高倉健の濡れ場。高倉はキャリアの中でも数少ない濡れ場を本作で演じている。任侠路線で男の中の男をかっこ良く演じてきたことと、生来のテレ性ということもあって、これまでの濡れ場は素っ気ないものしかなかった。その経緯は、この年2～3月に撮影された『大脱獄』の北海道でのロケ中に『キネマ旬報』の取材で、高田純からインタビューを受け、それが1975年5月上旬号に掲載され、インタビュー内で、高倉は「『ラストタンゴ・イン・パリ』みたいなホンなら喜んで裸になります。ファックシーンもバカバカやりますよ」と答えた。これを伝え聞いた田中登監督が「ぜひ、やってくれませんか」と高倉に頼み、絵沢萠子とファックシーンを演じた。撮影になると高倉はモジモジで、田中監督と絵沢のリードで正常位からワンワン・スタイルの二通りの体位をこなしたが、テレが止まらず、雑誌を読みながらの艶技となった。松島利行の著書『日活ロマンポルノ全史―名作・名優・名監督たち』によれば、俊藤が菅原を重用するようになり、高倉が嫉妬し、貧相で生真面目で文学的で内向的で、色々言うが、ほとんど理解不能の言葉で様々な注文をつける田中監督に冒頭からいきなり無理やり裸（になってはいないが）のベッドシーンまでやらされ、「ドラマの流れから必然性がない」と考えていたが、俊藤からも頼まれたため、やるにはやったが、俊藤から「撮るだけで編集段階でカットする」という約束を取り付けたのに、カットされず、劇場で流されたため、俊藤との軋轢が決定的になった、と書かれている。高倉の付き人兼ボディーガード的役割を務めていた西村泰治も大体同じ証言をしている。
余所者に厳しいことで鳴り響く東映京都ではよくあることだが、本作ほど監督と現場が遊離して口も利かない状態だったのは空前絶後だったといわれる。

### 撮影記録
撮影のほとんどは東映京都で行われた。併映の『好色元禄㊙物語』も同じ撮影所でスミの方で撮影した。オールスター・キャストの本作の撮影は、東映京都で大デモンストレーションで行われた。1975年8月9日、東映京都でクランクイン。冒頭とラストの銃撃戦で使われたコンクリートの骨組みが剥き出し、あちらこちら穴ぼこだらけの廃墟のビルは、東映京都に建設した。いかにも危険そうなセットで、撮影に入る前に高倉が「こんなところで1ヵ月も撮影して、怪我人が出なければいいがなあ」と漏らした。幸い怪我人の出ず、クランクアップ予定の1975年9月17日を迎え、この日は映画のラストでもある銃撃戦と高倉と菅原の一対一の対決シーン。残り約10カットを残すのみで、午後4時過ぎ、高倉と菅原が同士討ちになり、高倉がマシンガンの銃弾を体に受けてベランダに倒れ込む台本だったが、演技に熱の入った高倉が高さ4メートルのそこから落下した。本来は下に敷いたマットにスタントマンが落ちる予定だったが、マットの無い場所に落ちた。そこには本物の大石があり、高倉はアゴを石にぶつけた。濡れ手ぬぐいをはたいたような何とも嫌な音がして、近くにいた者は膝がガクガクしてすぐには動けず、高倉命のガッツ石松が最初に駆け付け、田中監督、菅原ら共演者や俊藤プロデューサーも色を失い駆けつけた。うずくまっていた高倉が気丈にも「大丈夫です。撮影を続けましょう」と言ったが、アゴから血が噴き出し、ジャンパーは血に染まっていた。高倉はすぐに車で京都での高倉のかかりつけである東山区の大和病院へ担ぎ込まれた。アゴに6針、口の中を4針縫い、全身打撲と手足、左手に深い切り傷ができて、全治1週間の診断。高倉としてもこの時点では前作『新幹線大爆破』がコケていたため、本作を絶対に成功させなくてはならないと強い意気込みあった。高倉はこの日から一週間休みを取って、『君よ憤怒の河を渉れ』の撮影は少し遅れて、1975年9月30日頃から入ることになった。高倉と4本プロデューサーとして組んだ田中寿一は（怪我をしたセットを）「『危ないから強化してくれ』と高倉さんが頼んだら、スタッフも美術も『大丈夫です』と言うから、仕方なくやったら怪我をして、それで『東映は分かってくれない』と嫌になって、東映を辞めたんです」と高倉から聞いたと証言している。
全編に渡り登場する神戸三宮設定のガード下の闇市は、廃墟同様リアルで、セットとは思えないほど大きな物だが、資料がないため分からないが、これも東映京都に建設したセットと見られる。

## その他
特報予告編には『脱獄広島殺人囚』『暴力金脈』『ジーンズブルース 明日なき無頼派』のBGMおよび、『県警対組織暴力』の映像が流用されている。本予告編には『暴力金脈』『三代目襲名』『まむしと青大将』のBGMが流用されている。

## 宣伝
本作のポスターは岡田東映社長の指示で、高倉が白い帽子、白い背広、白いネクタイに黒シャツ、菅原がストライプの背広に赤ネクタイというギャングスタイルで、ファッション雑誌から飛び出したような粋な物になった。

## 作品の評価

### 興行成績
黒井和男は本作の公開前に「本作が失敗すると決定的に高倉健に興行力がない、ということになり、東映の作品から彼の作品が消えてしまうことにもなりかねない。そうはさせないためにも、何とかヒットさせたいが、この前近代的な題名から、面白そうだ、という感じが与えられるかどうか。最近、ギャングだ、ヤクザということに観客も多少飽きがきているし、拒絶反応があるのではないだろうか」と評していた。
『キネマ旬報』1975年11月下旬号には「高倉健に往年の興行力がなく、水準を越えることは出来なかった。日活の田中登を監督に起用、泉ピン子まで絡ませて話題作りをしたのだが、やはり本質的な面白さを感じさせられなかったのではないか。これで、今後の東映での高倉健の企画がかなり厳しくなった、というのは一般的な見解だ」と書かれている。まだ高倉の東映退社はマスメディアに知られていなかった。

### 作品評
本作の脚本・松本功は「宣伝にも金をかけた大作だったけど、実録映画もはざまの時期になったせいか、当たらなかったね」としている。
伊藤彰彦は「『神戸国際ギャング』のテーマこそ、『三代目襲名』が描けなかった、菅谷政雄と朝鮮人や中国人ら戦勝窮民との連帯と共闘で『国際ギャング』の革命性があぶり出されるはずだった。しかし映画はそれを微塵も描けなかった。俊藤が抜擢した田中登は東映京都のスタッフを統御できず、高倉健は菅谷政雄の早口の神戸弁を皮相的に真似るだけで彼の本質には一向に迫れない。映画は興行的にも作品的にも惨敗し、加えて、不得手なベッドシーンをやらされたり、撮影中に負傷した高倉健は、この作品の後に東映を退社し、俊藤との蜜月に終わりを告げることになる」などと評してしている。

## 同時上映
『好色元禄㊙物語』
- 主演：ひし美ゆり子／監督：関本郁夫